# Rhysodesmus smithi
Rhysodesmus smithi är en mångfotingart som beskrevs av Pocock 1910. Rhysodesmus smithi ingår i släktet Rhysodesmus och familjen Xystodesmidae. Inga underarter finns listade i Catalogue of Life.